# The Paris Sisters
The Paris Sisters est un groupe musical américain féminin originaire de San Francisco ayant évolué dans les années 1960 et connu pour son travail avec le producteur Phil Spector.

## Historique
Le groupe est formé  de la chanteuse Priscilla Paris (en), de sa grande sœur Albeth Carole Paris et leur sœur cadette Sherrell Paris. Leur plus grand succès est le single I Love How You Love Me (en), sortie en octobre 1960, qui a atteint la 5e place dans le Billboard Hot 100 
et a été vendu à plus d'un million d'exemplaires.
Parmi les autres titres ayant eu du succès, on peut citer He Knows I Love Him Too Much (March 1962, n° 34), All Through The Night (1961), Be My Boy (n° 56), Let Me Be The One (n° 87) et Dream Lover (n° 91).
The Paris Sisters a fait une apparition en 1962 dans le film britannique It's Trad, Dad! de Richard Lester. Dans le film, elles interprètent la chanson What Am I To Do? produite par Phil Spector. Dans les années 1960, le groupe a aussi interprété le jingle du soda Diet Rite.
Sherrell Paris a ensuite été assistante de production de l'émission The Price Is Right (en) et assistante du présentateur Bob Barker jusqu'en 2000.
Priscilla Paris est morte le 5 mars 2004, des suites d'une chute à son domicile à Paris. Elle avait 59 ans.
Albeth Paris est morte à Palm Springs (Californie) le 5 décembre 2014. Elle avait 79 ans[réf. nécessaire].

## Discographie
- Sing From the Glass House, Unifilms Records (1966)
- Golden Hits of The Paris Sisters, Sidewalk Records (1967)
- Sing Everything Under The Sun, Reprise Records (1967)
- The Best of The Paris Sisters, Curb Records (2004)
- The Complete Phil Spector Sessions, Varese Sarabande Records (2006)
- Always Heavenly, Ace Records (en) (2016)